# Bourg-Saint-Maurice
Bourg-Saint-Maurice of kortweg Bourg (Francoprovençaals: Bôrg-Sant-Mori of Le Bôrg) is een gemeente in het Franse departement Savoie in de regio Auvergne-Rhône-Alpes. Ze ligt in de landstreek Tarentaise en is met 7252 inwoners (2018) de grootste plaats van de Haute-Tarentaise. Het 179 km² grote grondgebied strekt zich uit van het wintersportgebied Les Arcs in het Vanoisemassief in het zuiden tot de Aiguille des Glaciers in het Mont Blancmassief in het noorden, op de grens met de Haute-Savoie en Italië. Bourg-Saint-Maurice is de toegangspoort tot Les Arcs in Paradiski, een van 's werelds grootste skigebieden, en wordt in de winter bediend door rechtstreekse hogesnelheidstreinen uit Londen en Amsterdam.

## Geschiedenis
In 25 v.Chr. werd de Tarentaisevallei, het leefgebied van de Keltische stam Ceutrones, onderworpen door de Romeinen. Ze vestigden de hoofdplaats in Axima (Aime) en vanaf de 3e eeuw in Darantasia (Moûtiers). Bourg-Saint-Maurice gaat naar alle waarschijnlijkheid terug op Bergintrum, op de Romeinse weg tussen Milaan en Vienne.
Tijdens de Grote Volksverhuizing kwamen de Bourgondiërs in bezit van de Savoye. De streek werd na 443 gekerstend. In 533 werd het gebied veroverd door de Franken. In 534 kwam het aan het koninkrijk Bourgondië. In 843 kwam het gebied in Midden-Francië te liggen. Dit rijk zou in de tweede helft van de 9e eeuw uit elkaar vallen waardoor er een machtsvacuüm ontstond waaruit in 933 het koninkrijk der Twee Bourgondiën (of Koninkrijk Arelat) zou ontstaan. In 996 verwierf de aartsbisschop van Tarentaise wereldlijke soevereiniteit over de streek. In de 14e eeuw kwam de heerlijkheid toe aan het Huis van Montmayeur. In de middeleeuwen stond de parochie van Bourg bekend als de Ecclesia Sancti Mauricii, naar de patroonheilige Sint Mauritius. In de buurt werden verschillende forten opgetrokken om de weg en de Kleine Sint-Bernhardpas te verdedigen, waarvan de 12e- en 13e-eeuwse Châtelard- en Rochefort-torens ten noordoosten van het centrum restanten zijn.
Tijdens de Franse Revolutie werd de Savoie bezet door Frankrijk en werd Bourg Nargue-Sarde genoemd. Nadien werd de plaats officieel Bourg-Saint-Maurice. Na 1814 keerde Savoie terug naar het Koninkrijk Sardinië. Onder de Tweede Franse Republiek en het Tweede Franse Keizerrijk ondernam Frankrijk pogingen om de Savoie te annexeren, wat uiteindelijk gebeurde in 1860.
Na de annexatie van Savoie werden in de buurt Franse troepen gestationeerd. In de jaren 1890 werden kampen opgetrokken in het hooggebergte in het noorden van het grondgebied. Van 1890 tot 1914 verbleef er een bataljon chasseurs alpins, die vervolgens verhuisden naar een nieuwe kazerne aan de westrand van het stadje. Het bekende 7e bataljon was er gevestigd in 1953–1954 en van 1962 tot 2012. In 2018 werd begonnen met de herontwikkeling van de site.
In 1913 opende de spoorlijn die Bourg verbindt met Saint-Pierre d'Albigny en de rest van het Franse spoornet. 
In 1965 fuseerde Bourg-Saint-Maurice met Hauteville-Gondon. Het skigebied Les Arcs werd in de daaropvolgende jaren uitgebouwd op het grondgebied van Hauteville-Gondon; de fusie was noodzakelijk om bijvoorbeeld toegangswegen aan te leggen. Sindsdien is toerisme de belangrijkste economische sector geworden. In 1968 opende Arc 1600, in 1974 Arc 1800 en in 1979 Arc 2000. In de jaren 70 werd het skigebied verbonden met Peisey-Vallandry op het grondgebied van Peisey-Nancroix en Vallandry en in 1982 sloot Villaroger zich bij Les Arcs aan.
Ter voorbereiding op de Olympische Winterspelen 1992 werd zwaar geïnvesteerd in infrastructuur. Eind jaren 80 werd de spoorlijn geëlektrificeerd. De N90 werd vernieuwd en deels omgevormd tot autosnelweg. In 1989 opende de Funiculaire Arc-en-Ciel die het spoorwegstation verbindt met Arc 1600.
In 2003 opende een vierde skidorp in Bourg-Saint-Maurice, Arc 1950, en werd de Vanoise Express geopend die het skigebied verbindt met La Plagne en zo het megaskigebied Paradiski vormt.

## Geografie

### Ligging
De plaats Bourg-Saint-Maurice ligt in de Grajische Alpen, tussen het Beaufortain- en Mont Blancmassief in het noorden, het Massief van de Gran Paradiso in het oosten en het Vanoisemassief in het zuiden. De plaats situeert zich in het oosten van de Tarentaise, de vallei van de Isère. Terwijl de Tarentaise stroomopwaarts van Bourg smal is, bereikt de valleibodem in Bourg een breedte van een kilometer. Andere valleien die erop aansluiten in Bourg zijn die van de Reclus in het oosten, die naar de Kleine Sint-Bernhardpas leidt, en die van de Versoyen, de Charbonnet en de Arbonne in het noorden.
De gemeente Bourg-Saint-Maurice beslaat een grote oppervlakte ten zuiden maar vooral ten noorden van de gelijknamige plaats. De oppervlakte bedraagt 179 km², waarmee het de derde grootste gemeente van het departement Savoie is en tot de grootste gemeenten van Frankrijk behoort. Bourg-Saint-Maurice grenst in het noorden aan Les Contamines-Montjoie (Haute-Savoie), in het oosten aan Courmayeur, La Thuile (beide in Valle d'Aosta, Italië), Séez en Villaroger, in het zuiden aan Peisey-Nancroix en Landry en in het westen aan Les Chapelles en Beaufort.

### Topografie
De top van de Aiguille des Glaciers (3816 meter), op de grens met Italië en de Haute-Savoie, is het noordelijkste en hoogste punt van de gemeente. De Vallée des Glaciers aan de voet van die berg voert in zuidzuidwestelijke richting naar het gehucht Les Chapieux, in de Vallée des Chapieux. In het westen bevindt zich de bergpas Cormet de Roselend naar Beaufort. In zuidoostelijke richting buigen de vallei en de weg af naar het gehucht Bonneval les Bains, waar de Torrent des Glaciers zich bij de Versoyen voegt. De Versoyen ontspringt in een smalle vallei ten oosten van Chapieux, in de schaduw van onder andere de Mont de Mirande (3066 m). 4 km stroomafwaarts voegt de Versoyen zich in Bourg bij de Isère. Ten zuidwesten van de Vallée des Chapieux en het dal van de Versoyen liggen de valleien van de Charbonnet en Arbonne. De Charbonnet mondt samen met de Versoyen in de Isère uit, de Arbonne stroomafwaarts van Bourg. Verspreid over het hooggebergte ten noorden van Bourg liggen verschillende piepkleine woonkernen, maar geen dorpen.

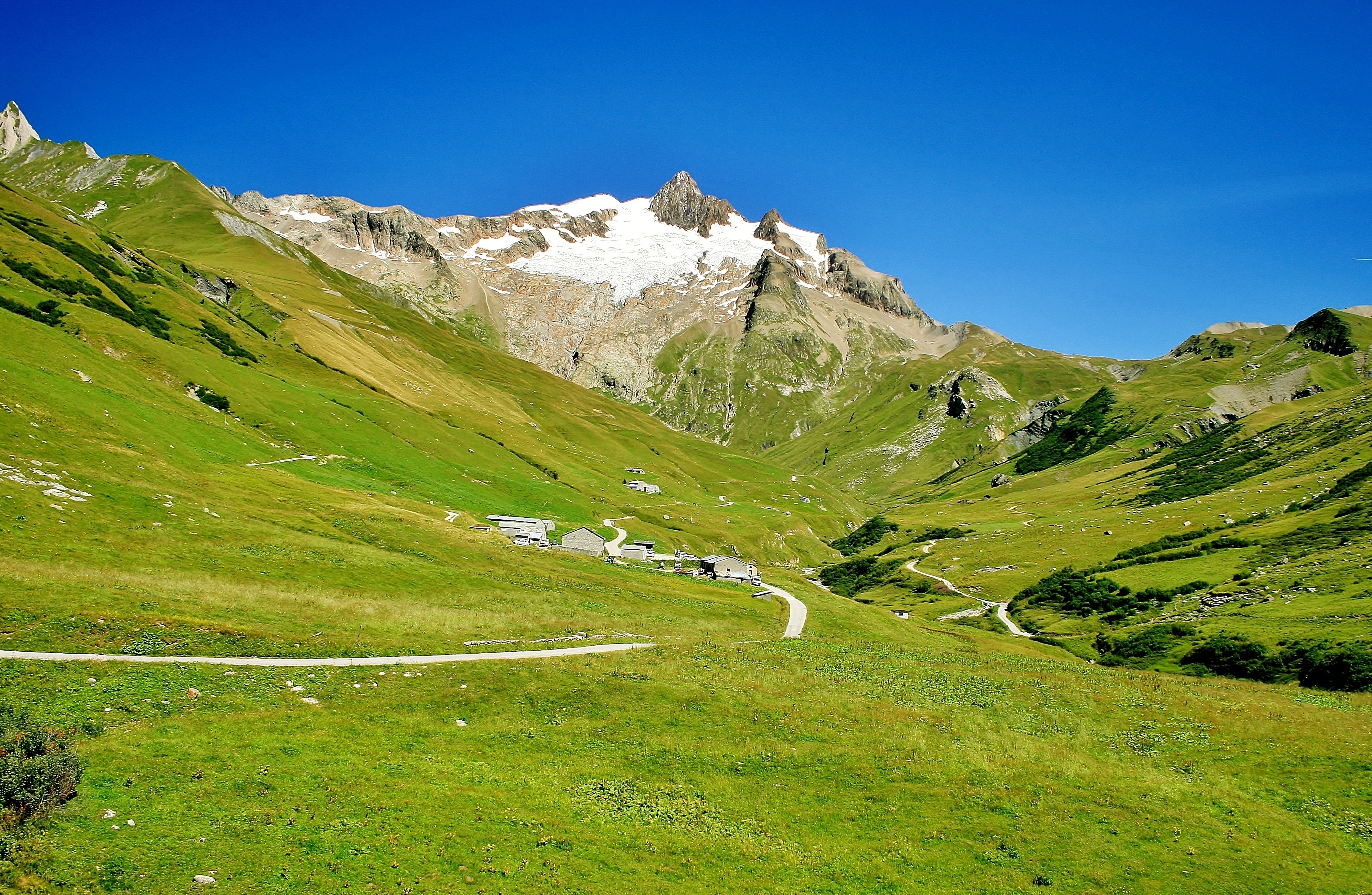
Zicht op de Aiguille des Glaciers
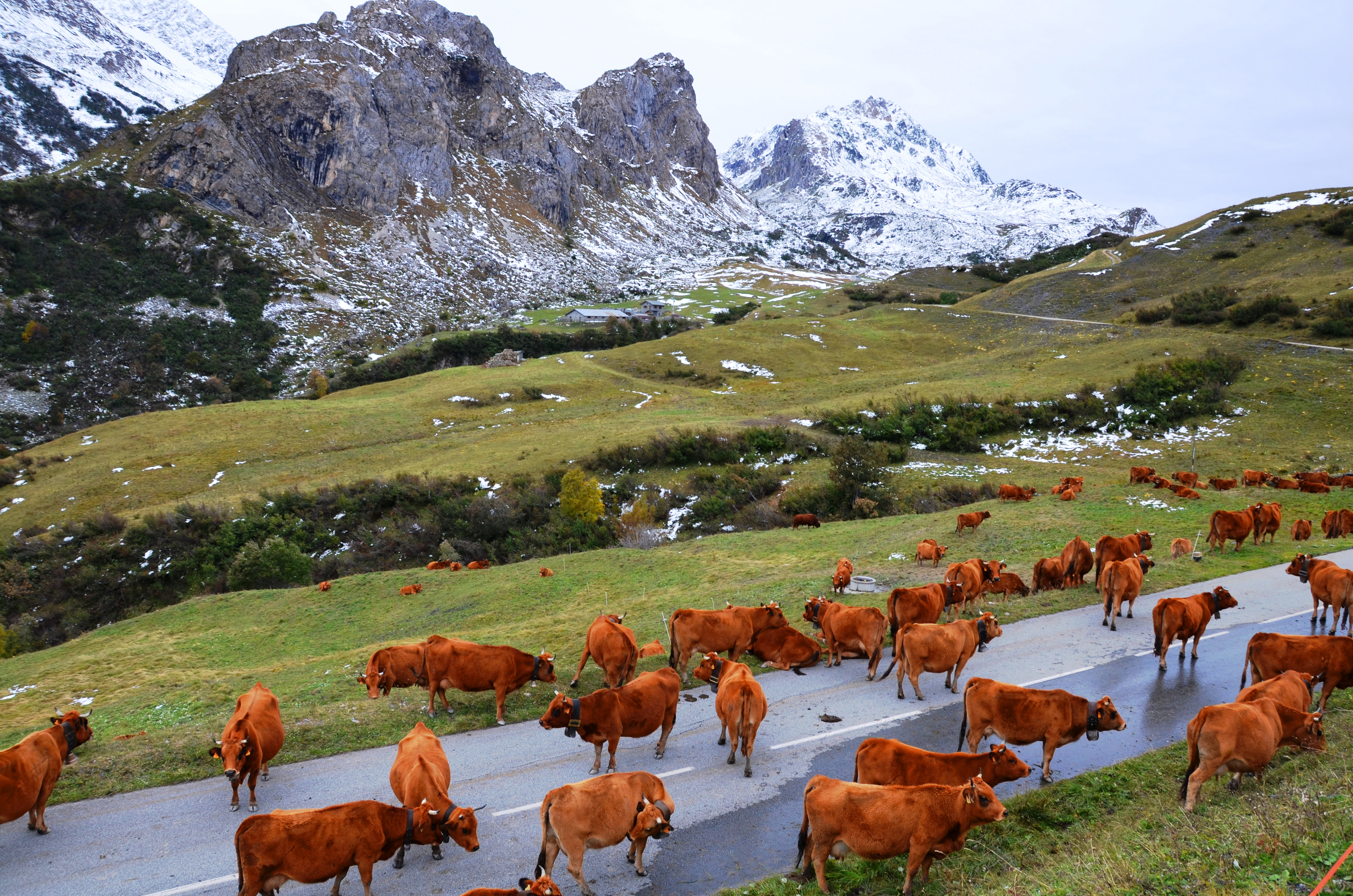
Vee in de buurt van Les Chapieux
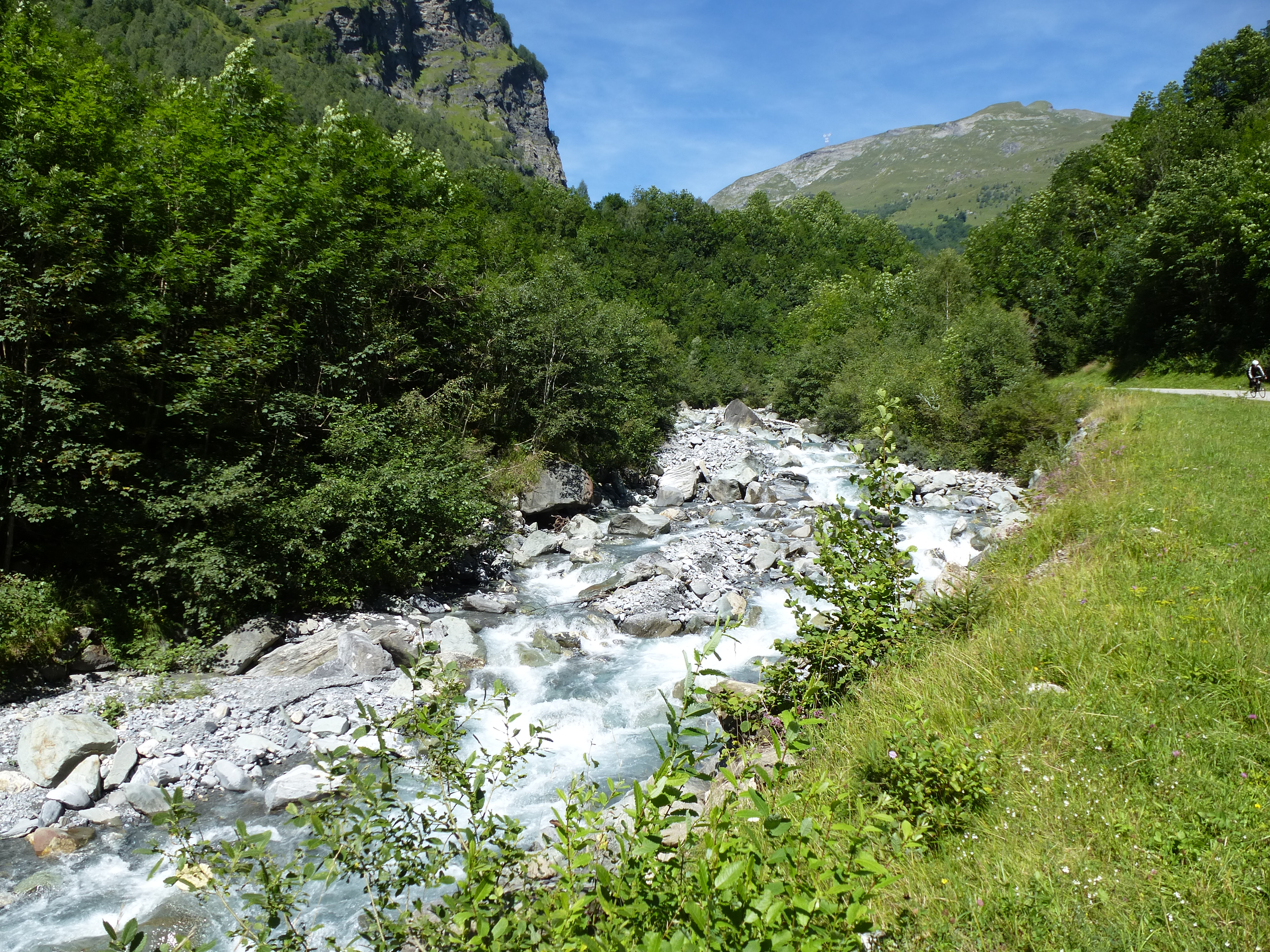
De Torrent des Glaciers tussen Les Chapieux en Bonneval les Bains

De hoofdplaats ligt in het dal van de Isère, dat zich hier tussen 750 en 830 meter boven zeeniveau situeert. Bourg ligt op de rechteroever van de rivier, die hier is afgezet door een dam, waardoor er zich een stuwmeer heeft gevormd. Het historische centrum is niet erg groot, en reikt grofweg van de Sint-Mauritiuskerk naar het station. In de 20e en 21e eeuw zijn daarrond woonwijken gebouwd en is Bourg door lintbebouwing verbonden met oude gehuchten errond, zoals la Bourgeat en la Rosière. Andere gehuchten hier zijn Orbassy en op de zachte flanken ten westen en noorden van Bourg Vulmix, le Poiset, la Thuile, les Échines, les Maisonnettes, le Villaret en le Châtelard. In de vallei bevinden zich enkele industrieterreinen.

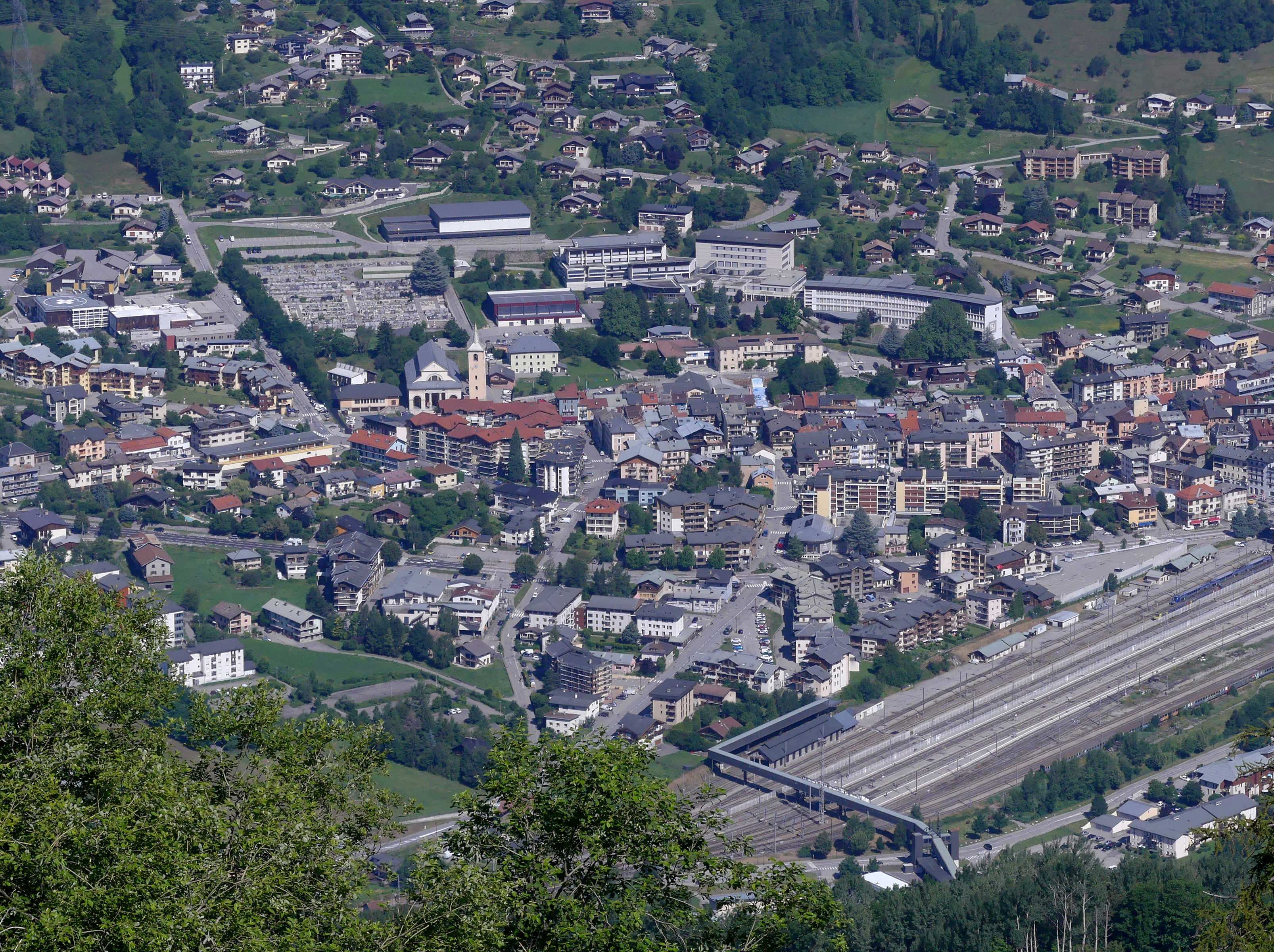
Centrum gezien vanaf Les Arcs
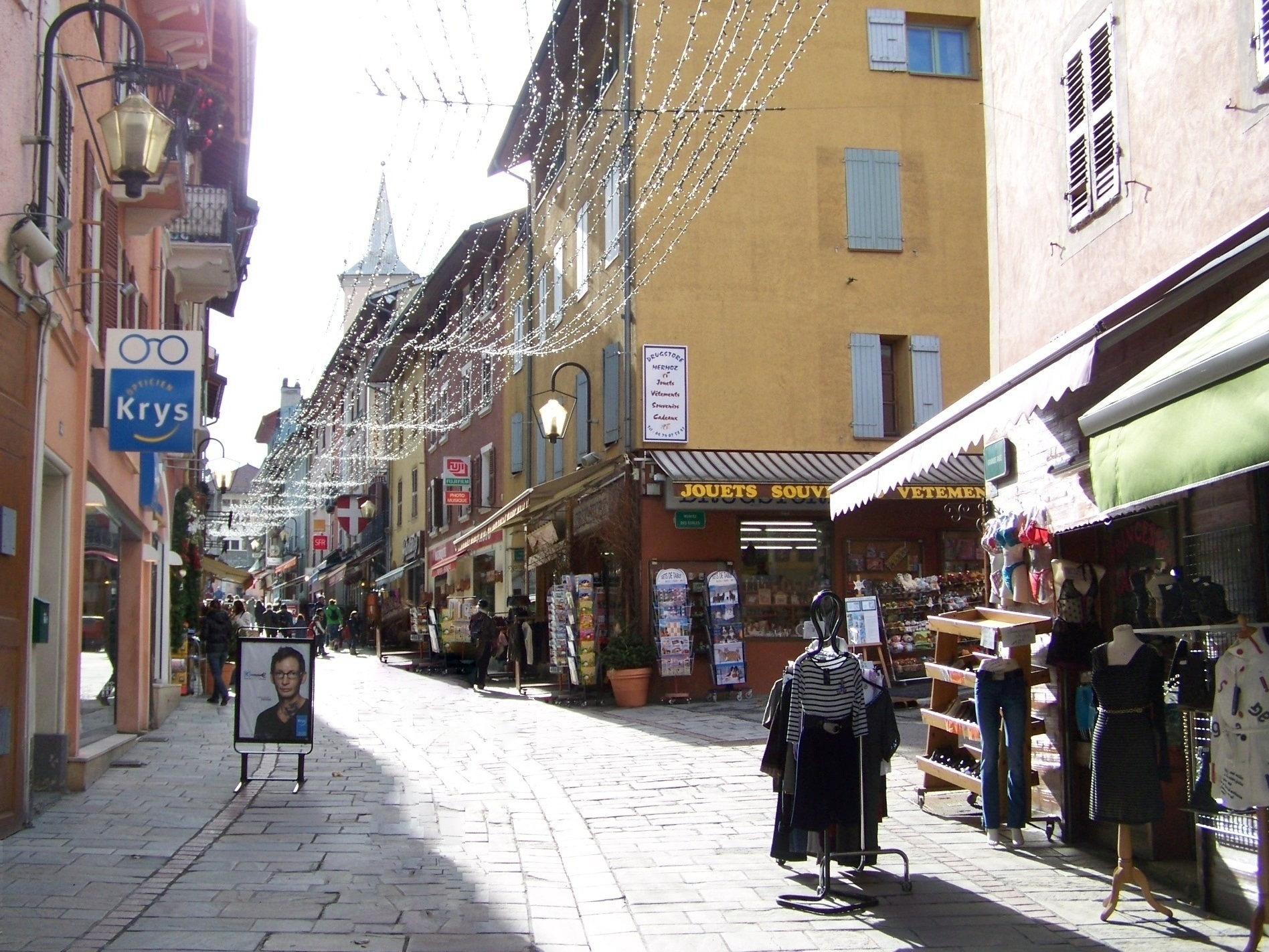
Winkelstraat in Bourg-Saint-Maurice
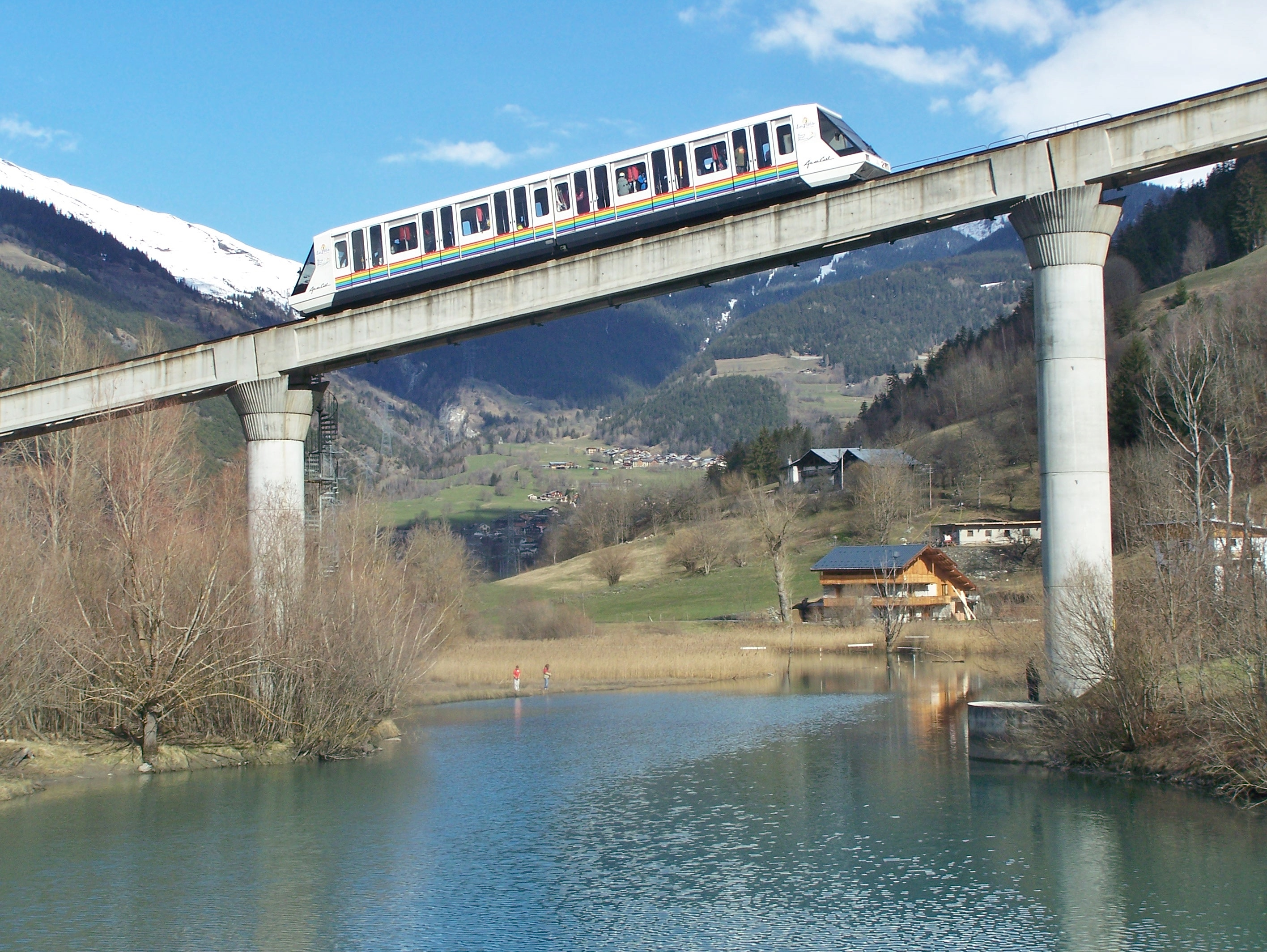
Funiculaire Arc-en-Ciel over de Isère

Ten zuiden van de Tarentaise bevindt zich op het grondgebied van de gemeente een vrij egale noordflank van het Vanoisemassief. Vóór 1965 behoorde dit grotendeels toe aan de gemeente Hauteville-Gondon. Gehuchten gelegen tussen de vallei en de boomgrens zijn Hauteville, le Petit Gondon, le Grand Gondon, la Chal, Montvenix, le Bérard, le Villaret, la Ravoire, la Grange, Montrigon en Courbaton. Daarboven, op de rand met de alpenweiden, werden in de 20e eeuw de skidorpen Arc 1600 en Arc 1800 gebouwd. Een bergkam – gaande van de Roc du Grand Renard (2589 m) in het zuiden naar le Signal des Têtes (2356 m) in het noorden – scheidt het hoofddal van Tarentaise van de Vallée de l'Arc aan de overzijde. Dit dal watert in het noorden af naar de Isère tussen Villaroger en Séez. Aan de oostzijde wordt het afgebakend door bergtoppen als de Aiguille Rouge (3226 m) en Pointe des Arandelières (3178 m). In het zuiden markeert de Col de la Chal de overgang naar de vallei van de Ponturin in Peisey-Nancroix. In de Vallée de l'Arc werden de skidorpen Arc 2000 en Arc 1950 gebouwd.

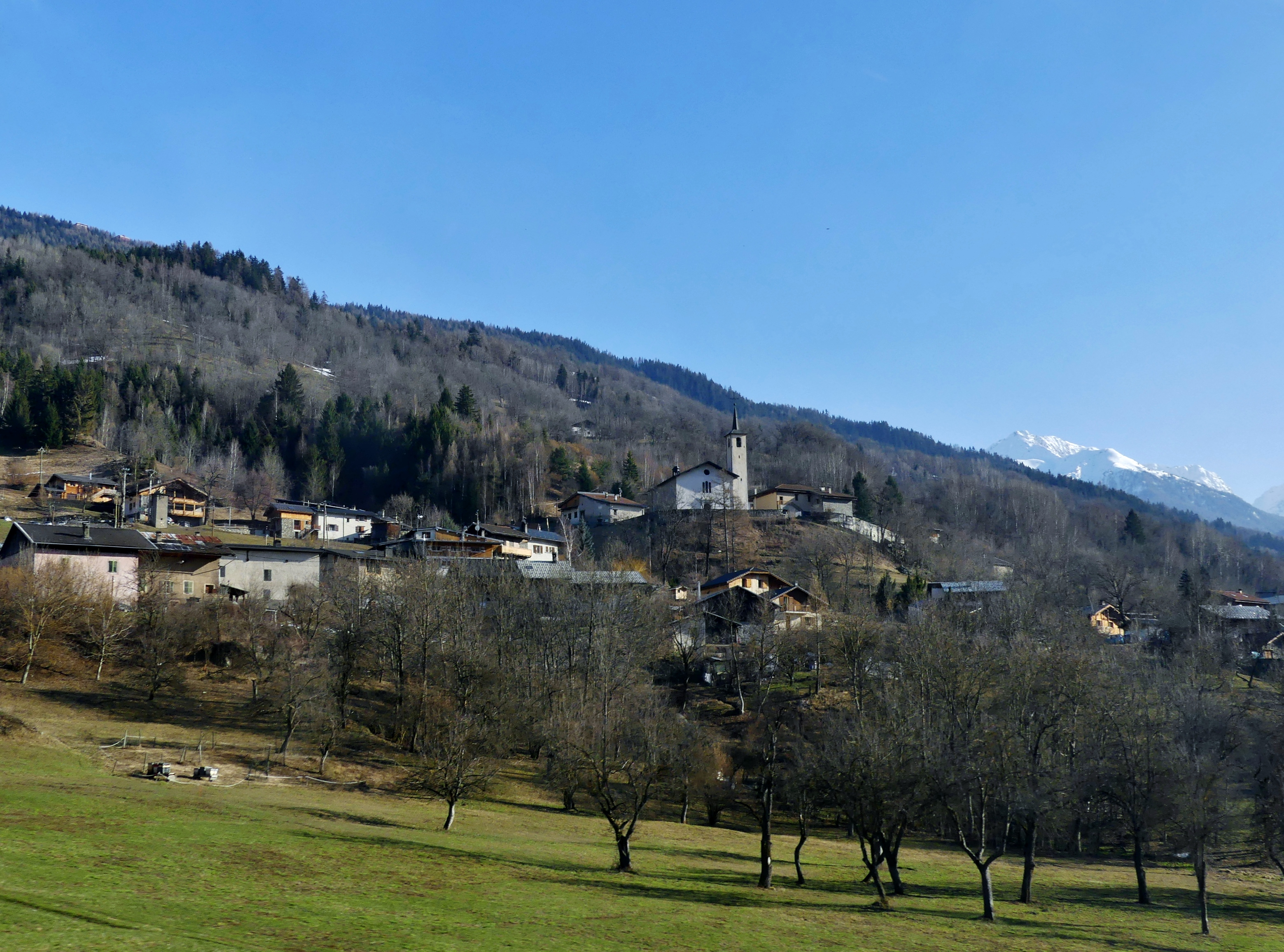
Hauteville-Gondon op de laagste flanken onder Les Arcs
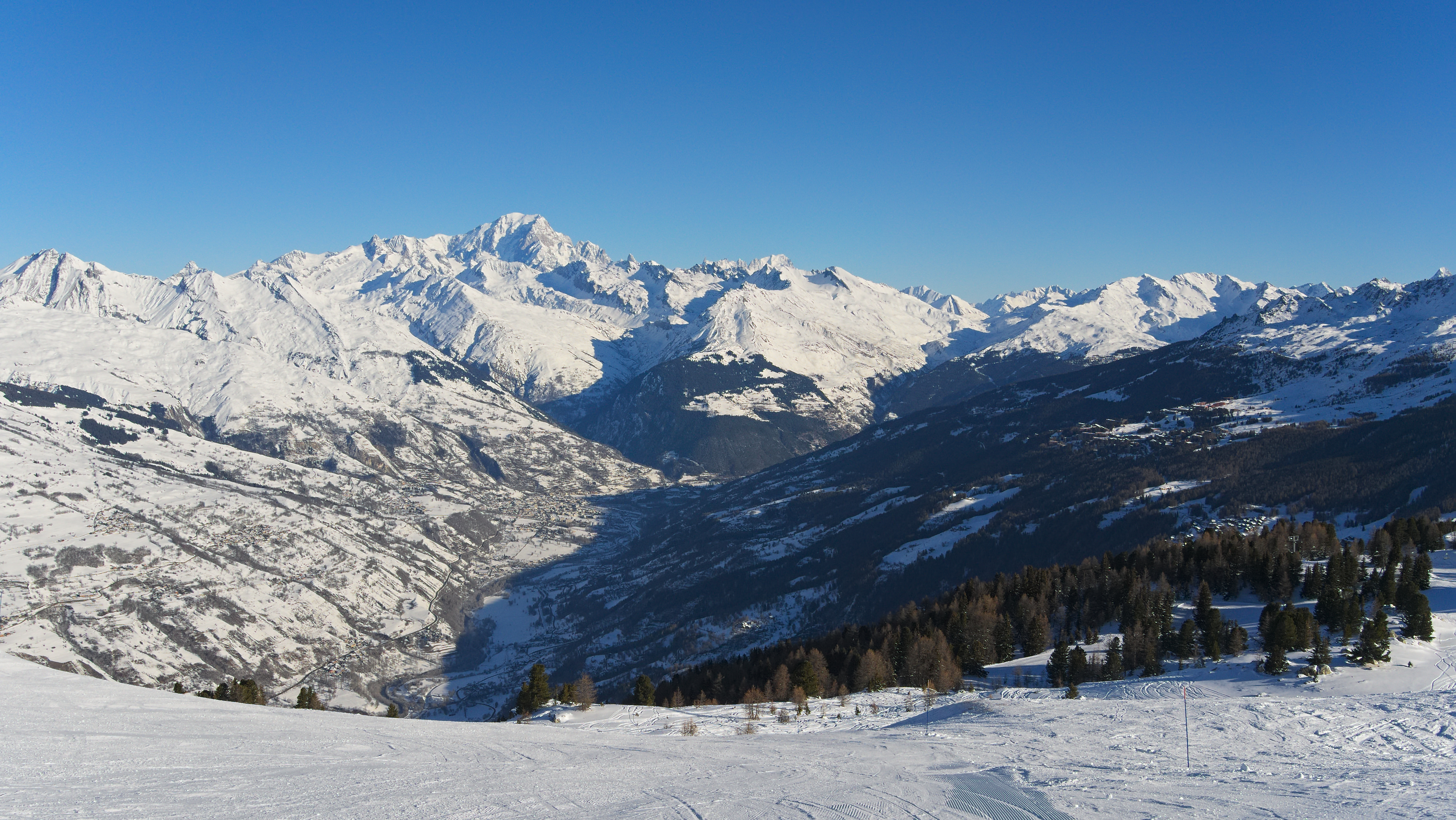
Bergflank ten zuiden van Bourg-Saint-Maurice (midden), met Arc 1600 en Arc 1800 op alpiene hoogte (rechts)
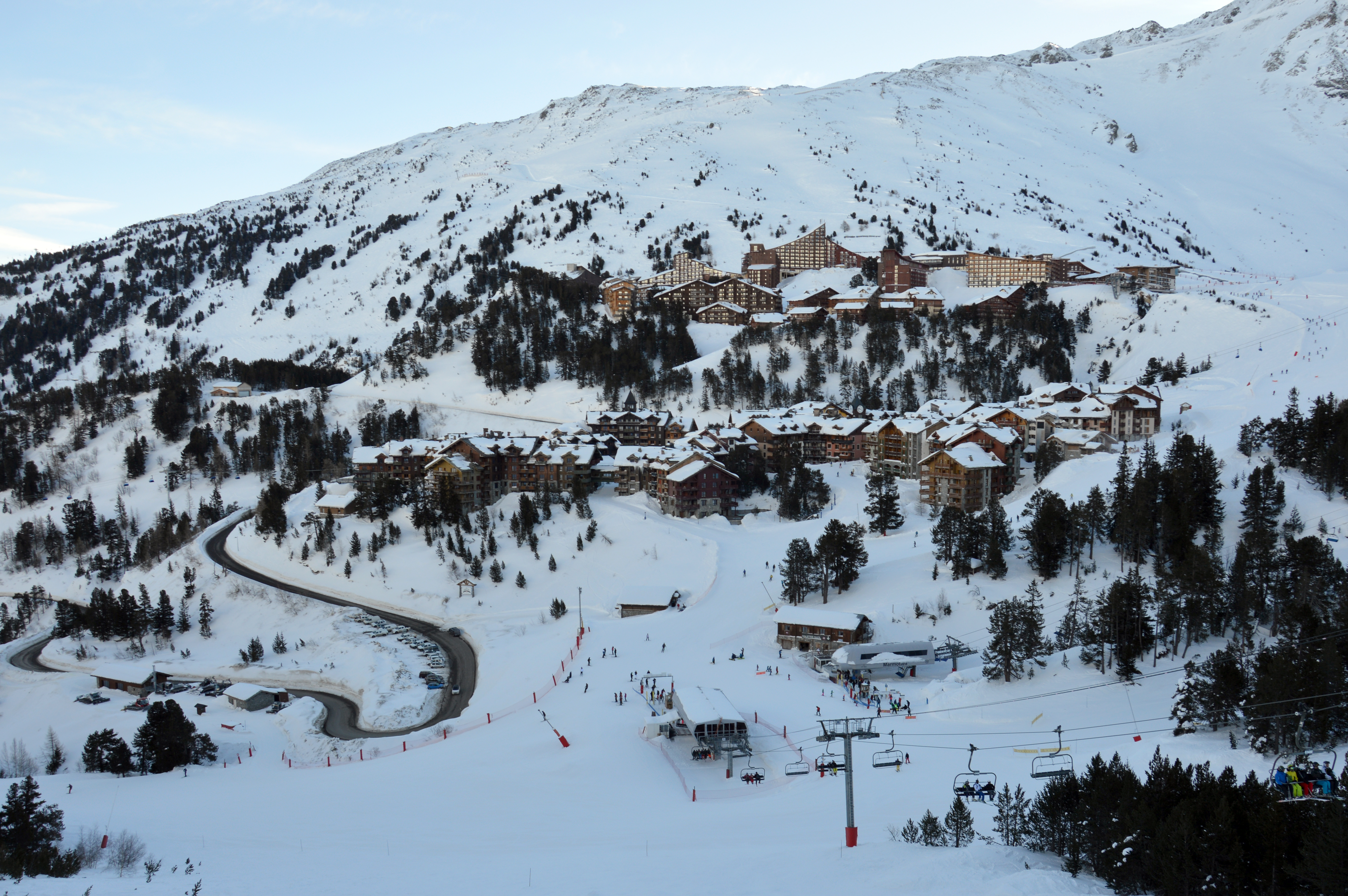
Arc 1950 en Arc 2000

### Kaarten

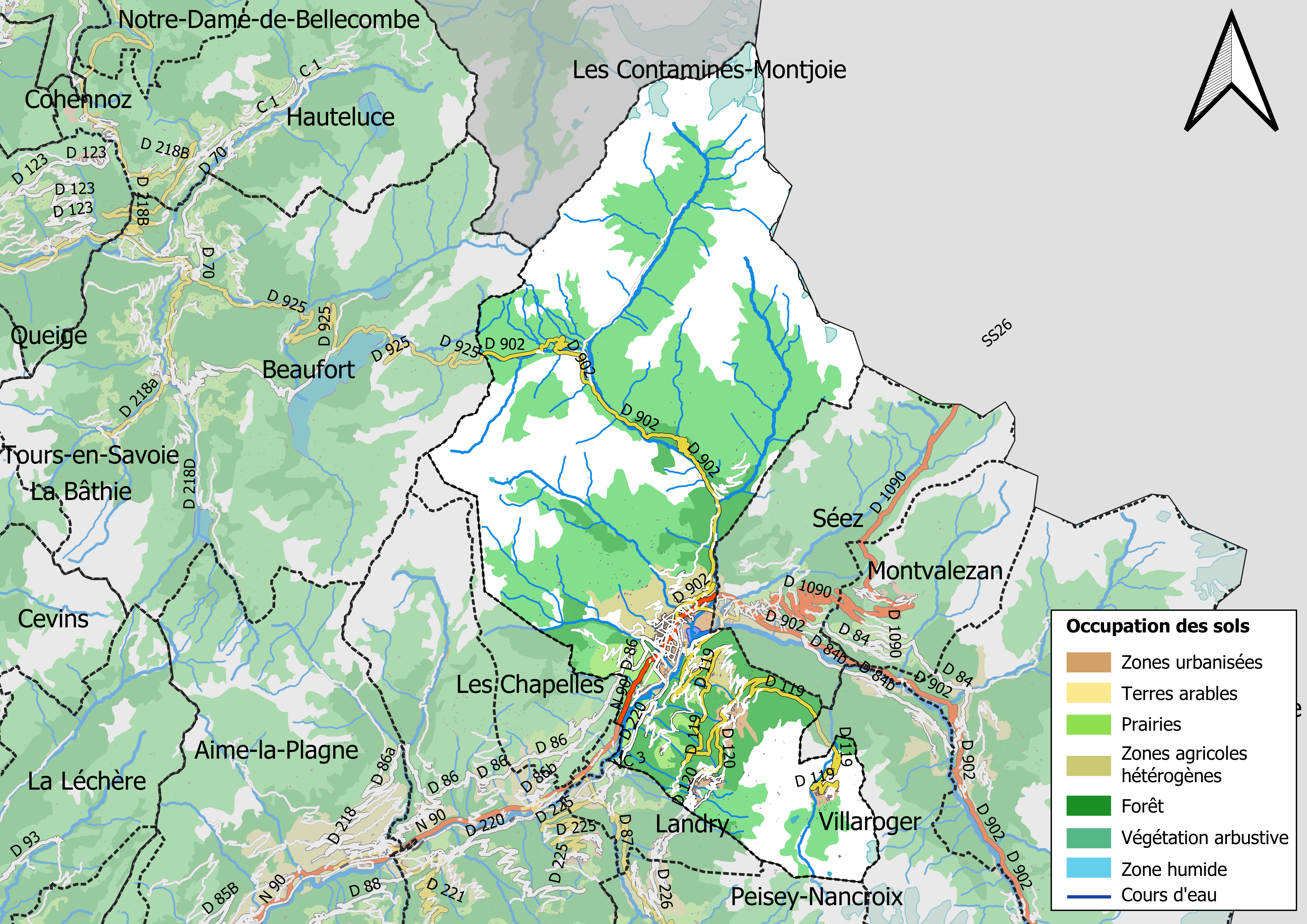
Infrastructuur en bodemgebruik
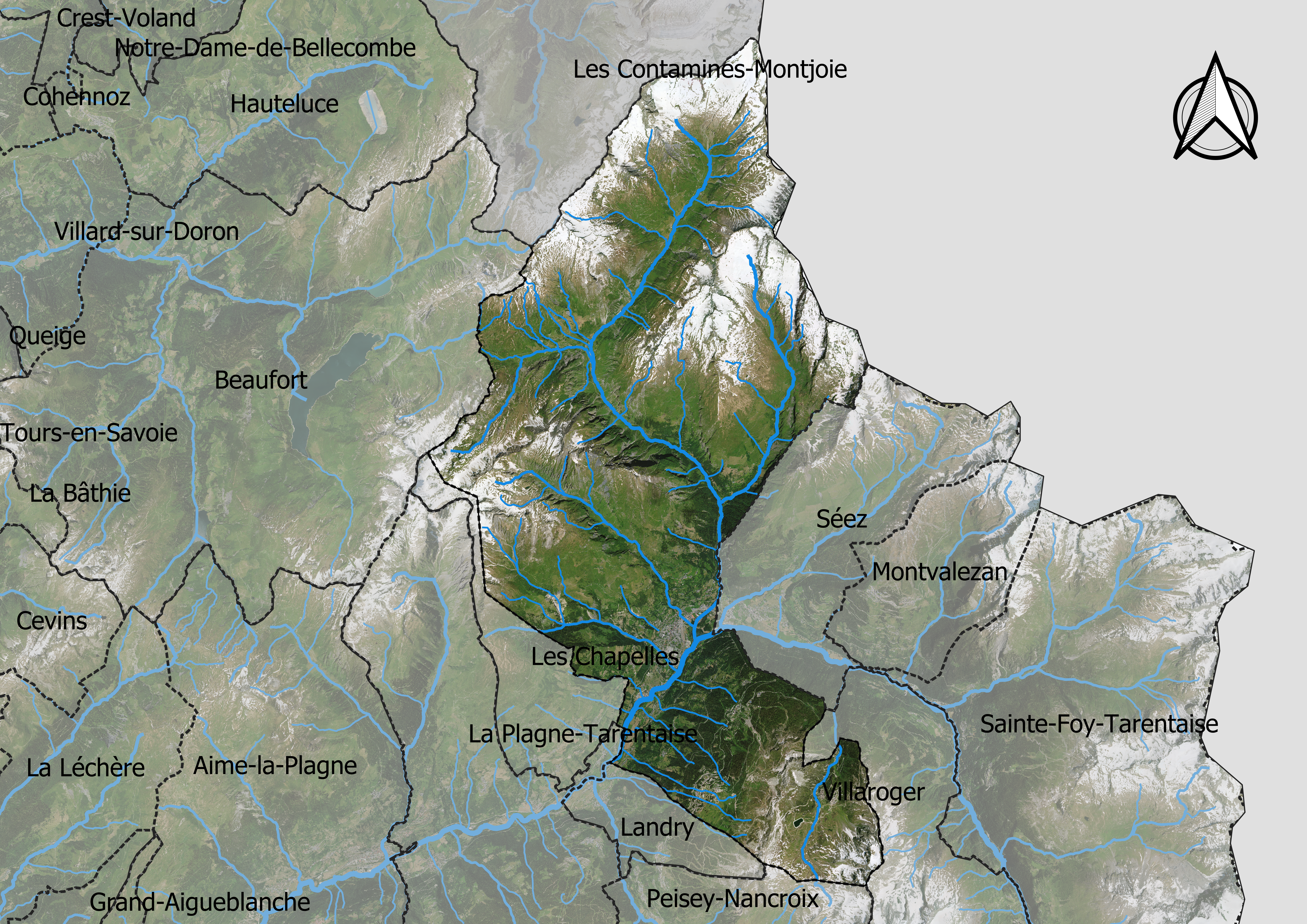
Satellietfoto en waterlopen

### Vervoer

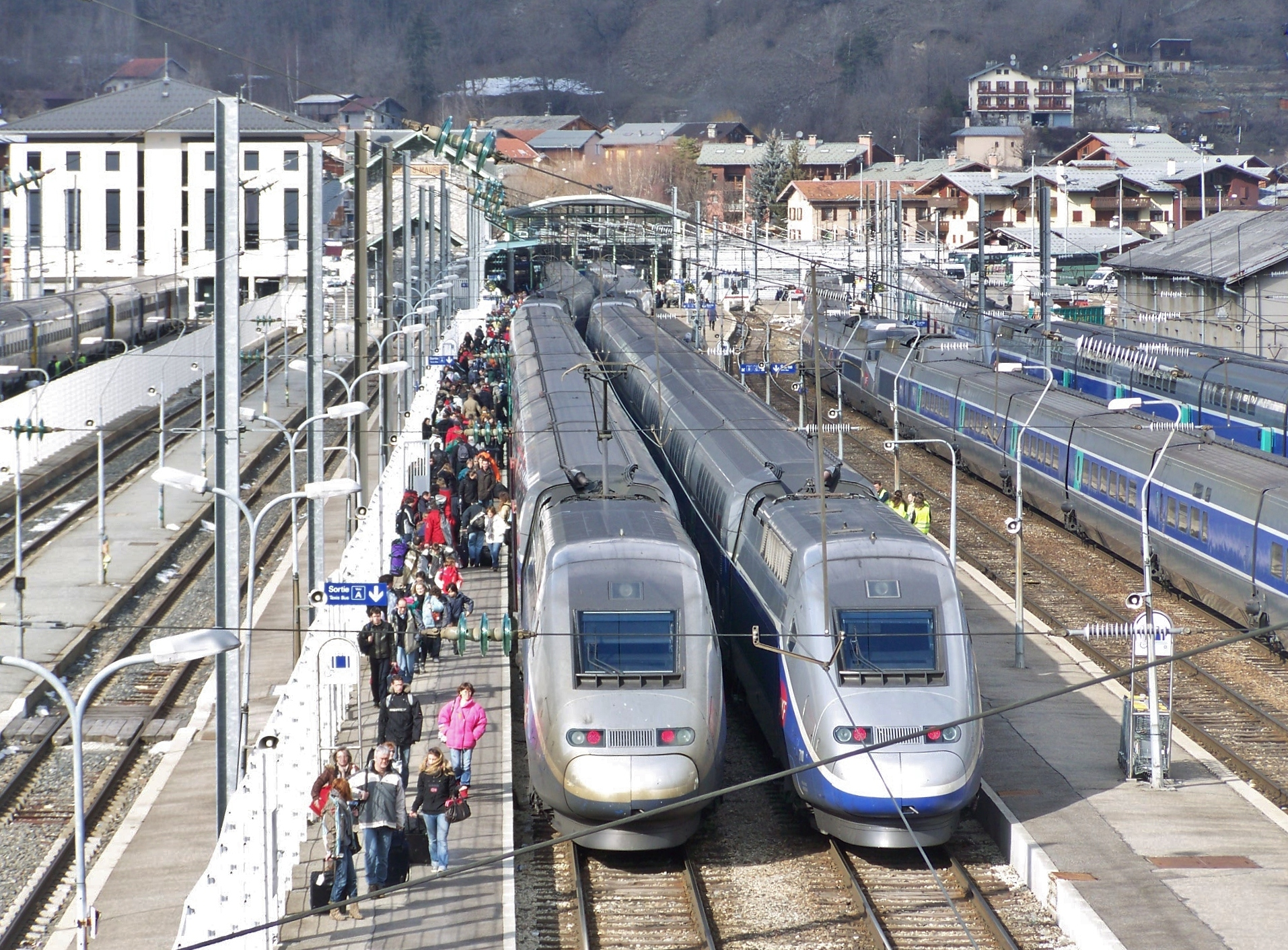
Hogesnelheidstreinen in het Station Bourg-Saint-Maurice

De weg N90/D1090 verbindt Bourg-Saint-Maurice met Moûtiers, Albertville en de snelwegen. Ten oosten van Bourg klimt de weg over de Kleine Sint-Bernhardpas naar Italië. De D902 ontsluit zowel de Vallée des Chapieux als de Haute-Tarentaise richting Sainte-Foy-Tarentaise en Val-d'Isère. De D119, tot slot, ontsluit de skidorpen van Les Arcs. 
Verder beschikt Bourg-Saint-Maurice over een spoorwegstation. Het Station Bourg-Saint-Maurice is een kopstation en wordt behalve door TER Rhône-Alpes ook bediend door hogesnelheidstreinen van TGV en Thalys  in de wintermaanden. Op die manier staat Bourg in rechtstreekse verbinding met Amsterdam, Brussel, Rijsel en Parijs. In 2021 bereikte Compagnie des Alpes een akkoord met Eurostar om de rechtstreekse treindienst vanuit Londen verder te zetten, nadat eerder was beslist de dienst stop te zetten.
Aan het spoorwegstation vertrekt de Funiculaire Arc-en-Ciel naar skidorp Arc 1600. Tussen de verschillende skidorpen wordt in een winter een gratis busdienst ingezet.

## Demografie
De gemeente telt zo'n 7000 permanente inwoners, die Borains worden genoemd. In 2012 verloor ze een duizendtal militairen als inwoners, nadat het 7e bataljon van de chasseurs alpins verhuisde naar een nieuwe basis in Varces-Allières-et-Risset. Bourg-Saint-Maurice heeft een jongere bevolking dan Frankrijk als geheel, met verhoudingsgewijs meer twintigers en dertigers. In de wintermaanden zwelt de bevolking tijdelijk aan door de komst van wintersporttoeristen en seizoensarbeiders.
- Bron: INSEE.

## Bestuur en politiek

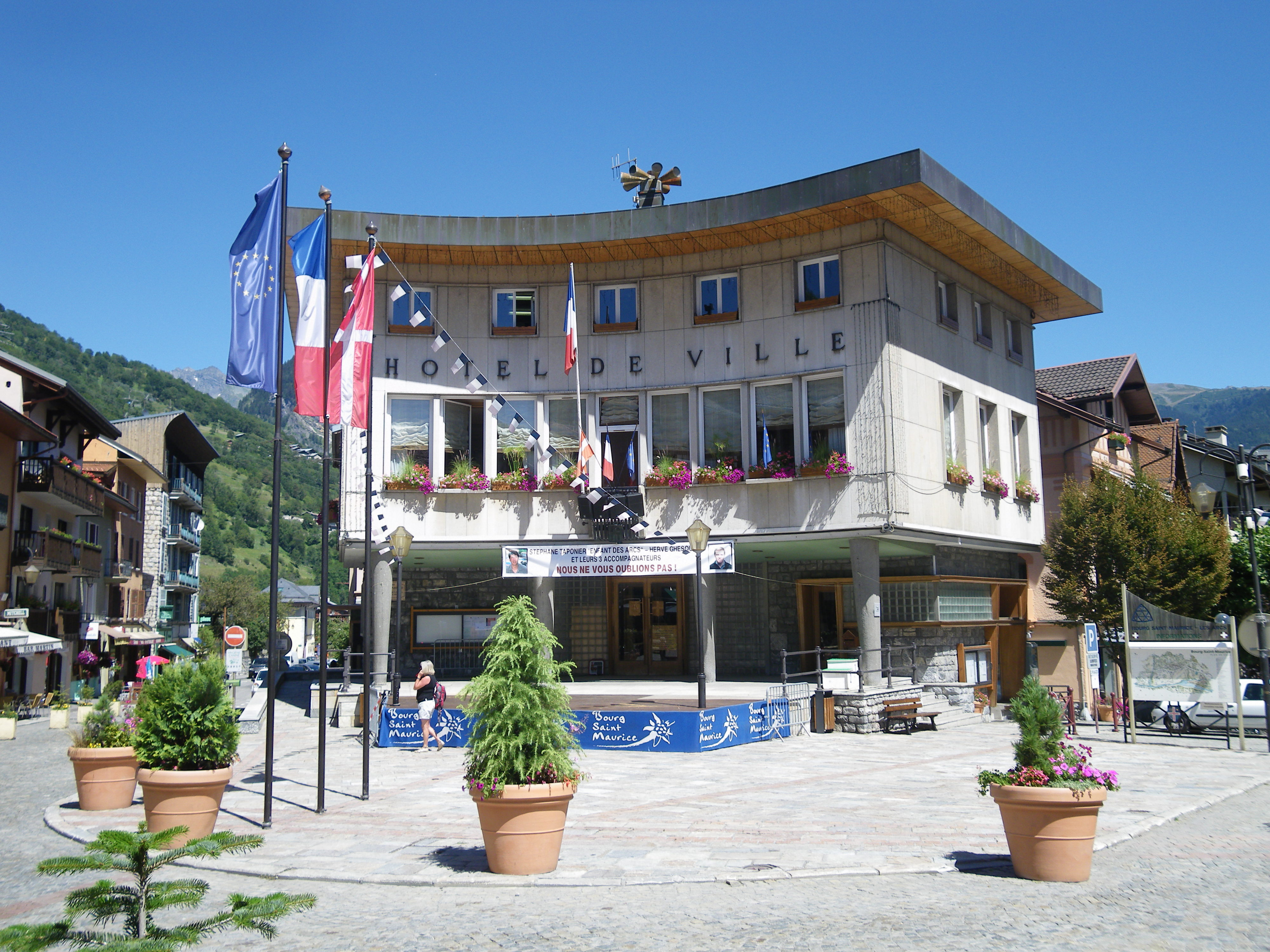
Gemeentehuis

De gemeente wordt bestuurd door een maire (burgemeester), zes adjoints (schepenen) en 22 gewone gemeenteraadsleden. Sinds de lokale verkiezingen van 2020 is Guillaume Desrues burgemeester. Zijn lijst BAM (DVG) levert 24 van de 29 raadsleden.
De inwoners van Bourg-Saint-Maurice stemmen overwegend (centrum)rechts. In de tweede rondes van de Franse presidentsverkiezingen koos in 2022 62% voor Emmanuel Macron (LREM), in 2017 70% voor Macron, in 2012 59% voor Nicolas Sarkozy (UMP), in 2007 60% voor Sarkozy en in 2002 82% voor Jacques Chirac (RPR). Ook in de parlementsverkiezingen en de Europese verkiezingen kozen de Borains doorgaans voor kandidaten van rechts-liberale partijen.
Bestuurlijk hoort Bourg-Saint-Maurice tot het kanton Bourg-Saint-Maurice, het arrondissement Albertville, het departement Savoie en de regio Auvergne-Rhône-Alpes. Het kanton fungeert als een administratieve onderverdeling en een kieskring voor departementsverkiezingen, het arrondissement is een louter administratieve indeling. Het departement is onder meer bevoegd voor sociale voorzieningen, lager secundair onderwijs en lokale wegen en wordt bestuurd door een meerderheid van Les Républicains. De regio is onder meer bevoegd voor hoger secundair onderwijs en regionaal openbaar vervoer en wordt bestuurd door een coalitie van Les Républicains en UDI. Tot slot is de gemeente aangesloten bij de intercommunale Communauté de communes de Haute-Tarentaise, waarin ze 10 van de 20 raadsleden levert. De intercommunale houdt zich bezig met ruimtelijke ordening, milieubescherming, economische en toeristische ontwikkeling en de uitbouw van culturele, sportieve en educatieve voorzieningen.

## Economie

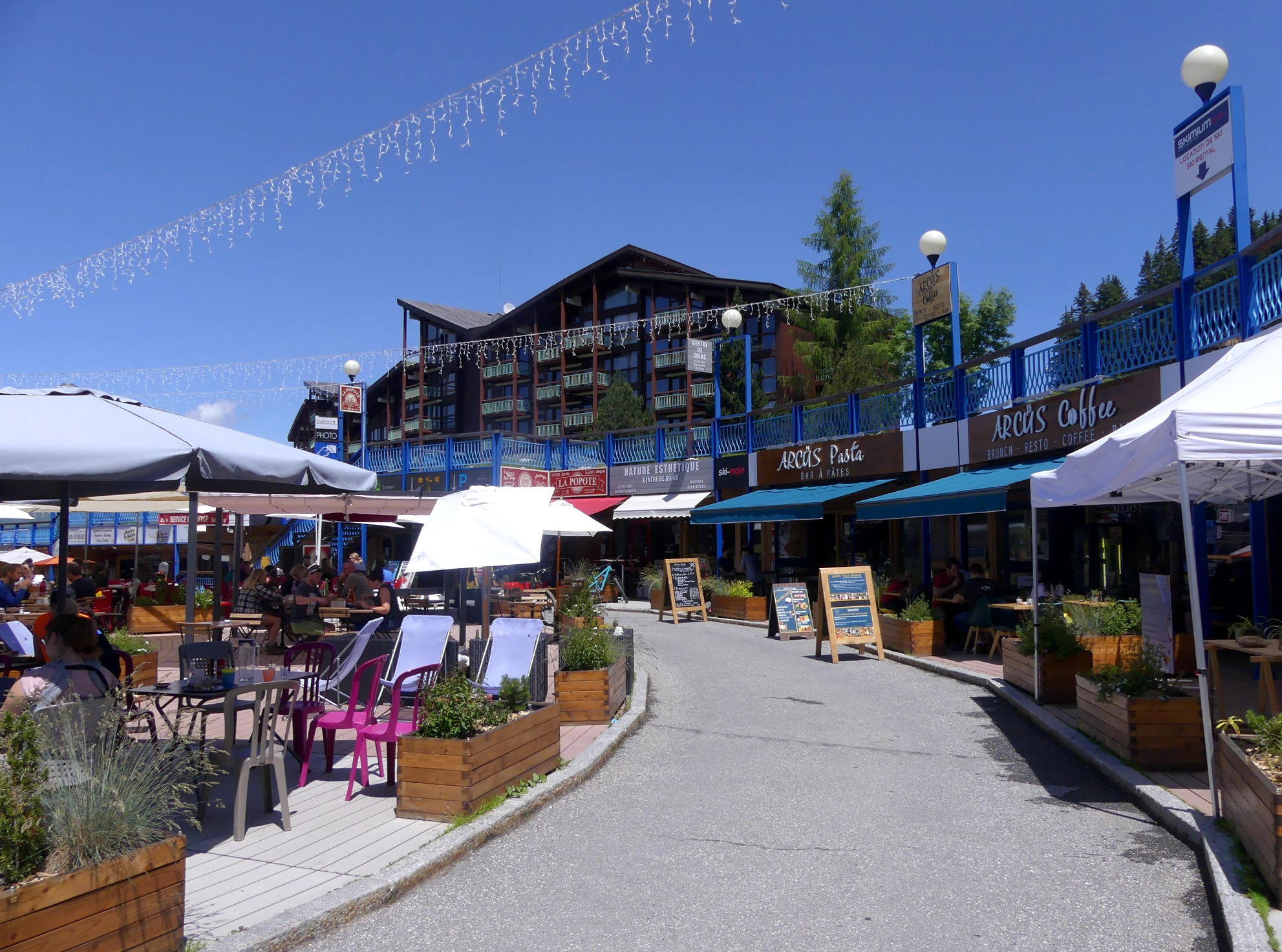
Winkels en restaurants in Arc 1800

De economie van Bourg-Saint-Maurice is sterk afhankelijk van de wintersportactiviteiten in het hooggebergte. Het wintersporttoerisme genereert inkomsten en drijft de lokale diensteneconomie aan. Het wordt gedomineerd door grote bedrijven zoals Compagnie des Alpes, vastgoedontwikkelaars en skischolen, maar bestaat daarnaast uit een grote groep kleine zelfstandigen, zowel handelaars als ambachtslieden. Door de ontwikkeling van het wintersporttoerisme trekt Bourg-Saint-Maurice behalve toeristen veel seizoensarbeiders aan. Voor de lokale bevolking is er in de wintermaanden veel werk in de dienstensector, maar hen wacht in de zomermaanden soms werkloosheid. Om te winkelen zijn de bewoners almaar meer toegewezen op Albertville, waar het aanbod meer gediversifieerd is. Als valleibestemming is het dorp Bourg-Saint-Maurice minimaal ontwikkeld; er zijn weinig niet-wintersportvoorzieningen.
Andere sectoren zijn de houtindustrie en rundveehouderij, zowel melkveehouderij als vlees.

## Sport

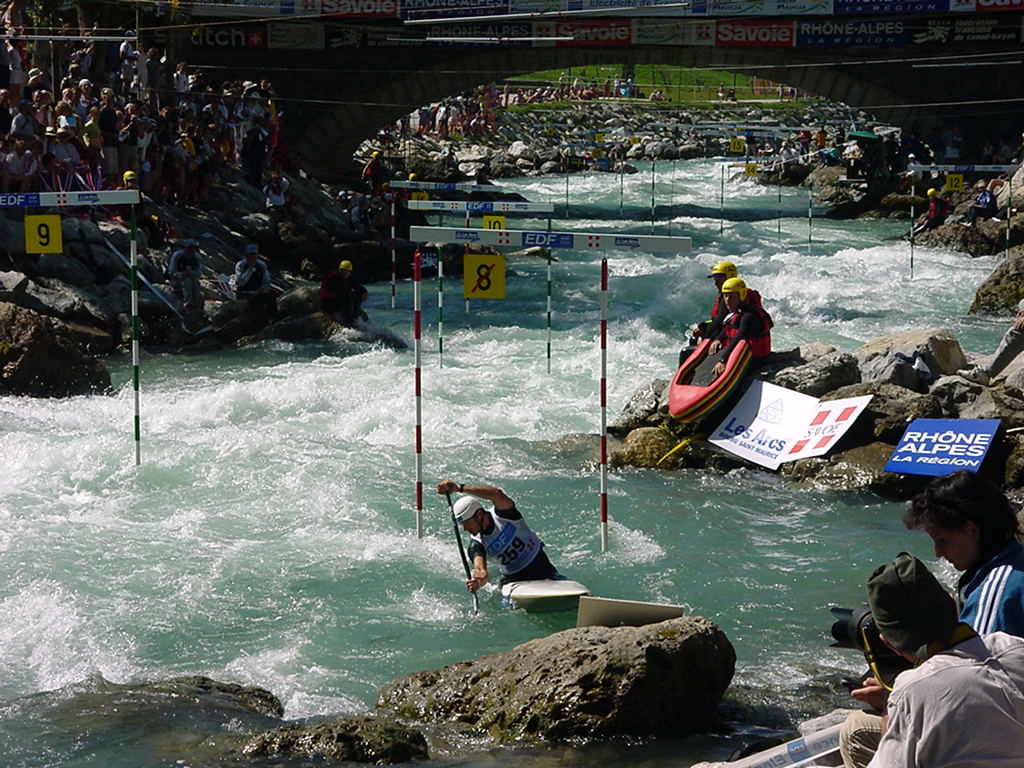
Wereldkampioenschappen kanoslalom 2002 in het Stade Claude-Peschier

Bourg-Saint-Maurice heeft naam in verschillende sporten, waaronder wintersport, kanoslalom en wielersport. Bourg-Saint-Maurice is vier keer etappeplaats geweest in de wielerkoers Ronde van Frankrijk. Op de Isère is een traject aangelegd voor kanoslalom, het Stade Claude-Peschier, waar drie keer het Wereldkampioenschappen kanoslalom is doorgegaan. En op het grondgebied van de gemeente ligt het wintersportgebied Les Arcs, deel van Paradiski, een van de grootste skigebieden ter wereld. Tijdens de Olympische Winterspelen 1992 in Albertville werd het speedskiën gedemonstreerd in Arc 2000.
De lokale voetbalclub, ASB, ging in 2004 op in de fusieclub F.C. Haute Tarentaise, die zowel in Bourg als in Aime speelt.

## Geboren

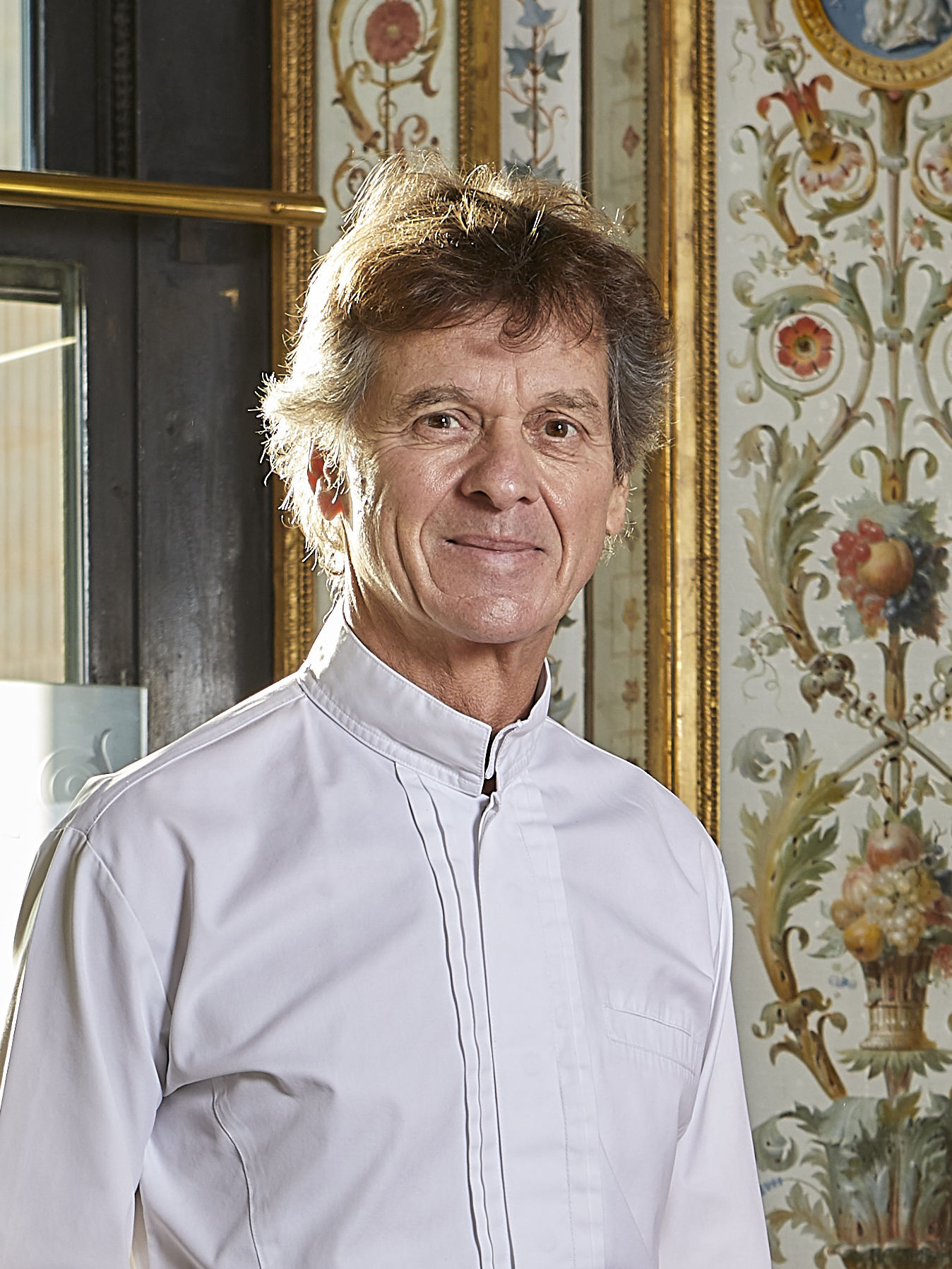
Chefkok Guy Martin

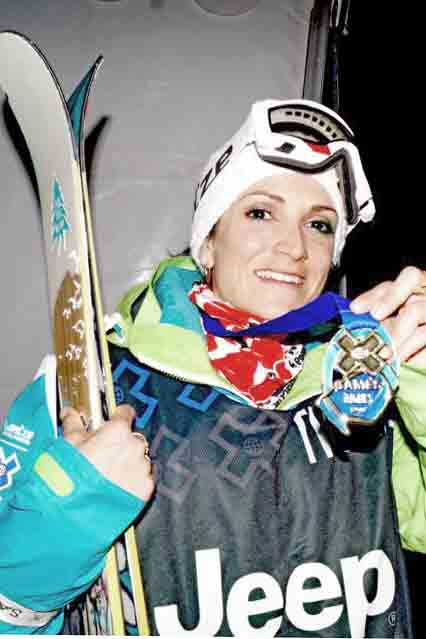
Freestyleskiër Marie Martinod

- Paul Arpin (20 februari 1960), langlaufer
- Marielle Berger Sabbatel (29 januari 1990), freestyleskiester
- Fabien Bertrand (4 mei 1971), freestyleskiër
- Patrice Bianchi (10 april 1969), alpineskiër
- Jacqueline Blanc (2 juli 1961), speedskiester
- Robert Blanc (17 april 1933), berggids en mede-oprichter van Les Arcs
- Lakdar Boussaha (18 juli 1987), voetballer
- Jean-Frédéric Chapuis (2 maart 1989), freestyleskiër
- Guerlain Chicherit (20 mei 1978), autocoureur en freestyleskiër
- Claude Crétier (14 mei 1977), alpineskiër
- Théo Defourny (25 april 1992), Belgisch voetballer
- Émilie Fer (17 februari 1983), kanovaarster
- Hervé Gaymard (31 mei 1960), politicus
- Romain Gazave (11 december 1976), choreograaf, kunstschaatser en pianist
- Thony Hemery (22 november 1972), freestyleskiër
- Ingrid Jacquemod (23 september 1978), alpineskiester
- Tess Ledeux (23 november 2001), freestyleskiester
- Sophie Lefranc-Duvillard (5 februari 1971–22 april 2007), alpineskiester
- Alain Marguerettaz (31 augustus 1962), paralympisch skiër
- Anémone Marmottan (25 mei 1988), alpineskiester
- Guy Martin (3 februari 1957), chef-kok
- Marie Martinod (20 juli 1984), freestyleskiester
- Bruno Mingeon (7 september 1967), bobsleeër
- Chloé Minoret (6 mei 1977), bergklimster
- Éric Perrot (29 juni 2001), biatleet
- Brice Roger (9 augustus 1990), alpineskiër
- Kevin Rolland (10 augustus 1989), freestyleskiër
- Liv Sansoz (12 februari 1977), bergklimster
- Adrien Thomasson (10 december 1993), voetballer
- Chloé Trespeuch (13 april 1994), snowboardster